# Верность видов
Верность видов — в геоботанике — показатель, характеризующий степень «тяготения» вида к определённому синтаксону. Браун-Бланке предложил следующую шкалу верности видов:
- 5 баллов — верные: виды, встречающиеся исключительно или почти исключительно в одном синтаксоне;
- 4 балла — прочные: виды, явно предпочитающие один синтаксон, но встречающиеся также и в других;
- 3 балла — благосклонные: виды, встречающиеся более или менее постоянно в разных синтаксонах, но предпочитающий всё же один из них);
- 2 балла — неопределённые: виды, лишённые явно выраженной связи с одним синтаксоном;
- 1 балл — чуждые: редкие и случайные включения в состав фитоценоза.

1 балл имеют обычно адвентивные, заносные, реликтовые, виды прошедших сукцессионных стадий; 4-5 баллов — диагностические виды некоторых эндемичных ассоциаций.